# Comusia atra
Comusia atra là một loài bọ cánh cứng trong họ Cerambycidae.